# An Thạnh Tây
An Thạnh Tây là một xã thuộc huyện Cù Lao Dung, tỉnh Sóc Trăng, Việt Nam.

## Địa lý
Xã An Thạnh Tây nằm ở phía tây huyện Cù Lao Dung, có vị trí địa lý: 
- Phía đông giáp thị trấn Cù Lao Dung và xã An Thạnh Đông
- Phía tây giáp xã An Thạnh 1 và huyện Long Phú
- Phía nam giáp xã Đại Ân 1 và huyện Long Phú
- Phía bắc giáp xã An Thạnh 1.

Xã An Thạnh Tây có diện tích 17,44 km², dân số năm 2022 là 7.583 người, mật độ dân số đạt 434 người/km².

## Hành chính
Xã An Thạnh Tây được chia thành 3 ấp: An Lạc, An Phú, An Phú A.

## Lịch sử
Ngày 11 tháng 1 năm 2002, Chính phủ ban hành Nghị định số 04/2002/NĐ-CP về việc thành lập xã An Thạnh Tây trên cơ sở 1.759,55 ha diện tích tự nhiên và 4.620 người của xã An Thạnh 1.
Ngày 4 tháng 10 năm 2016, Thủ tướng Chính phủ ban hành Quyết định số 1900/QĐ-TTg về việc công nhận xã An Thạnh Tây là xã đảo.